# Elizabeth line

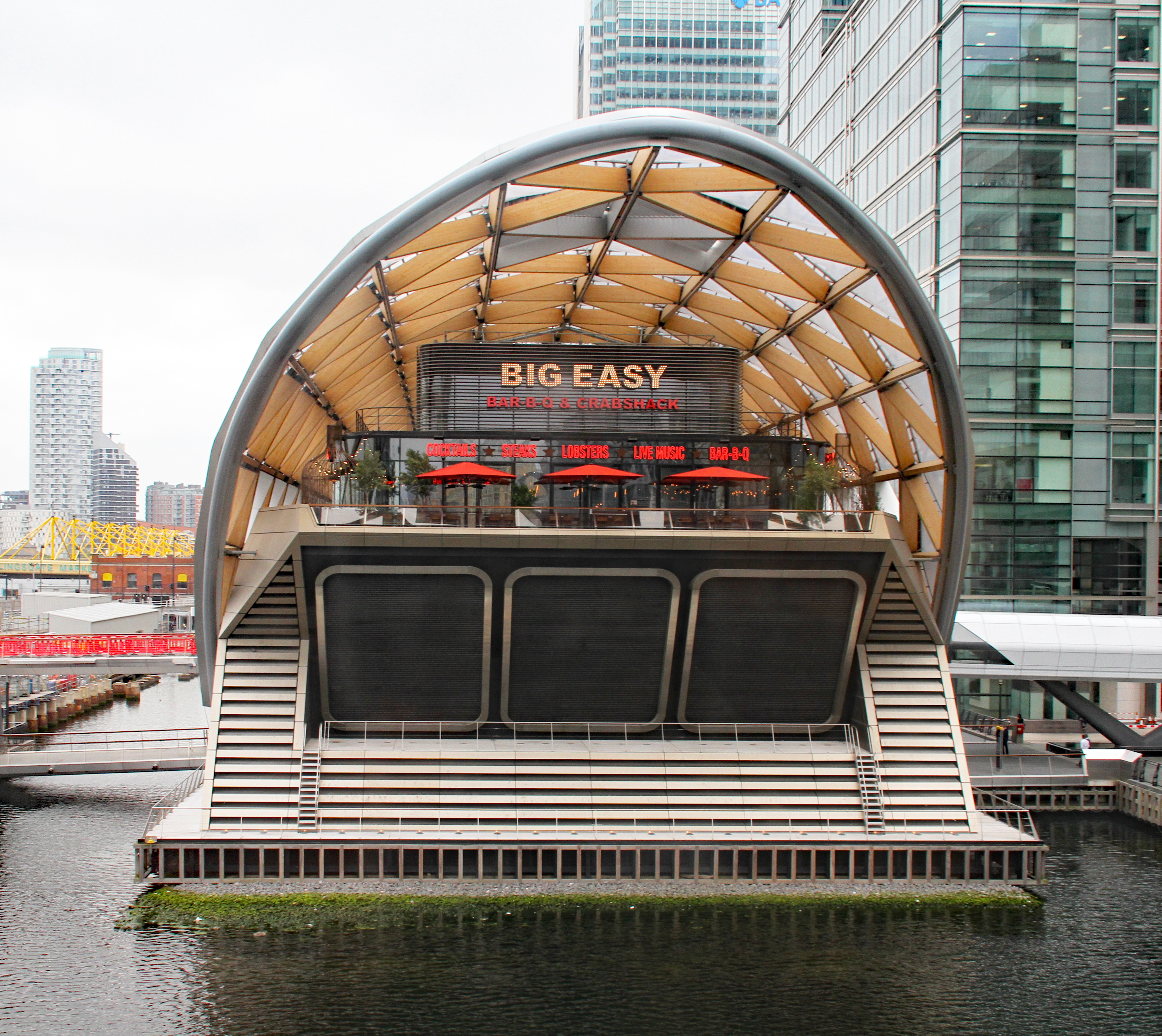
Station Canary Wharf

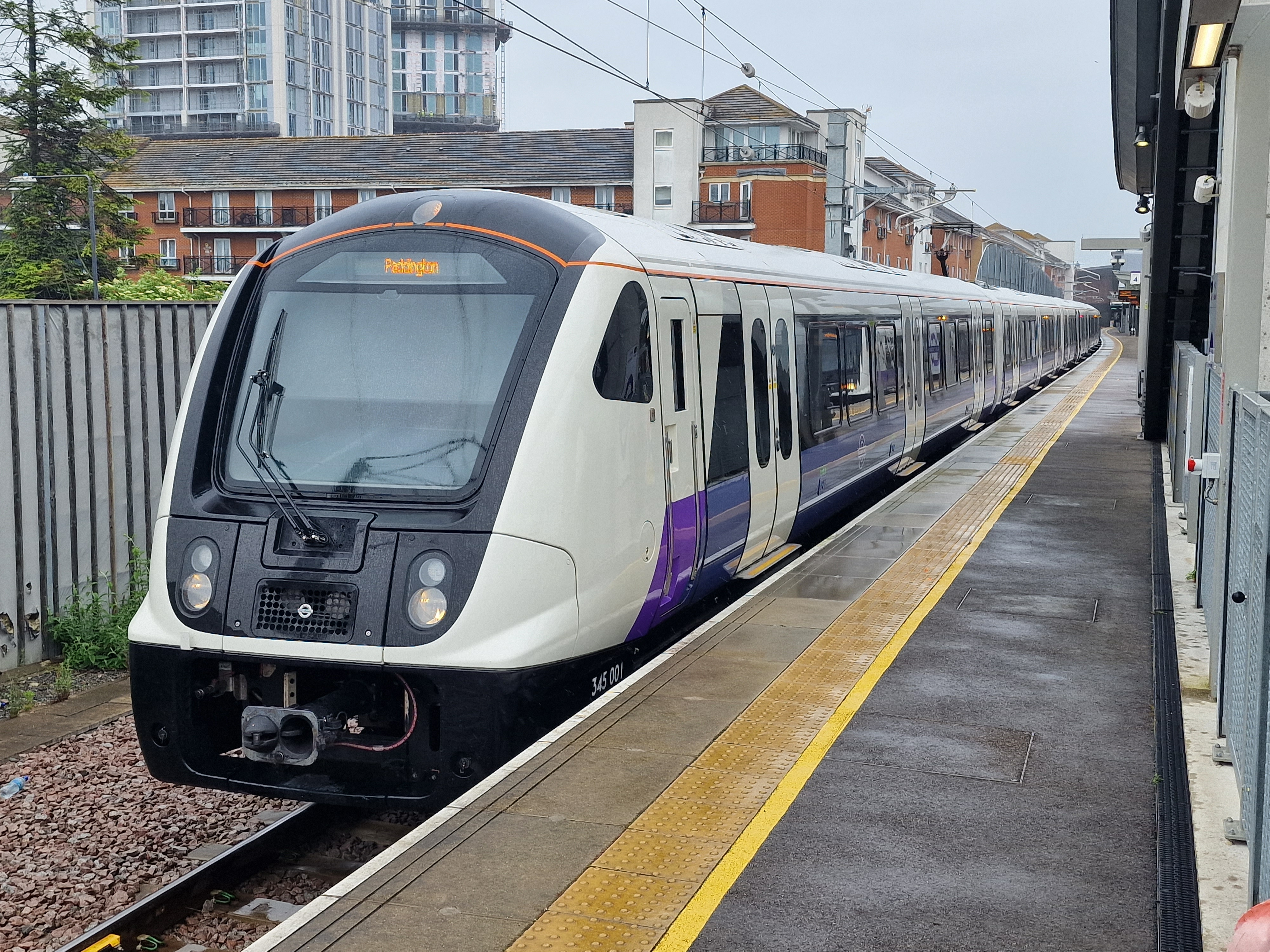
Station Abbey Wood

De Elizabeth line is een voorstadspoorweg voor stadsgewestelijk vervoer in en rond de Britse hoofdstad Londen, die is genoemd naar koningin Elizabeth II van het Verenigd Koninkrijk. De lijn is de oost-westverbinding van het Crossrail-project en werd in 2022-2023 in fasen geopend. De exploitatie is in handen van Transport for London (TfL).

## Achtergrond
Het doel waarmee de lijn werd aangelegd was tweeledig: 
- een doorgaande verbinding tot stand te brengen tussen het spoorwegnet ten oosten van Londen, dat grotendeels eindigt in het station London Liverpool Street, en het net aan de westkant dat eindigt in station Paddington, waardoor tijdrovend overstappen zou worden vermeden en rechtstreekse verbindingen konden ontstaan met bestemmingen in het centrale deel van Londen;
- een betere spreiding te bewerkstelligen tussen de reizigersstromen binnen dat centrale deel, waar bijvoorbeeld de Central Line van het metronet al vele jaren overbelast was.

De Crossrail Act 2008, de wet waarin de aanleg en constructie van de lijn is goedgekeurd, werd van kracht op 23 juli 2008. In december 2008 volgde de Crossrail Sponsors Agreement, waarin de geldgevers uit het bedrijfsleven hun bijdragen vastlegden aan het project waarvan de kosten op dat moment werden begroot op 15,9 miljard pond. Aanvullende bijdragen dienden te komen van instanties als Network Rail, de British Airport Authority (BAA) en de City of London.
Het hart van de Elizabeth line is de tussen 2009 en 2021 aangelegde Crossrail-tunnel onder de binnenstad tussen Whitechapel en Paddington. Op station Farringdon is een overstapmogelijkheid op de Thameslink, de noord-zuidverbinding van de (voorstads)treinen in Londen en daarmee de tegenhanger van de Elizabeth line.
- Ten oosten van Whitechapel zijn twee takken: de noordelijke tak komt vlak ten westen van Stratford bovengronds en volgt daarna de uit de 19e eeuw daterende spoorlijn naar Shenfield; de zuidelijke tak is tussen 2009 en 2021 gebouwd en loopt naar Abbey Wood. Deze tak kruist de Theems en op Abbey Wood kan (ook) overgestapt worden op de treinen die ten zuiden van die rivier rijden met behulp van een ander stroomsysteem (derde rail).
- Ten westen van Paddington komt de lijn bovengronds bij Royal Oak en volgt daarna de Great Western Main Line naar Reading. Onderweg is bij Hayes & Harlington een aftakking naar Heathrow.

## Reizigersdienst
Vooruitlopend op de opening begon een deel van de diensten op het bovengrondse deel enkele jaren eerder onder de naam TfL Rail:
- In het oosten reed TfL Rail sinds 31 mei 2015 tussen Shenfield en Liverpool Street bovengronds.
- In het westen werden op 20 mei 2018 de diensten tussen Paddington en Heathrow overgenomen van Heathrow Express. Op 15 december 2019 begon TfL Rail ook met de diensten naar Reading en sinds 9 mei 2020 werd ook Terminal 5 van Heathrow door TfL Rail aangedaan.

De proefritten door de tunnel onder de binnenstad begonnen in de laatste week van november 2021 en namen bijna een half jaar in beslag. De 96-jarige koningin Elizabeth II bracht op 17 mei 2022, een week voor de geplande ingebruikstelling, een onaangekondigd bezoek aan station Paddington. Daar onthulde zij een plaquette, waarmee de lijn officieel geopend was. Op 24 mei 2022 startte de reizigersdienst door de tunnel met 12 ritten per uur tussen Paddington en Abbey Wood, echter niet op zondag en niet later dan 22:00u.
Op 6 november 2022 werd de tunnel tussen Whitechapel en Stratford geopend, waarna rechtstreekse diensten tussen Paddington en Shenfield gingen rijden. De diensten van/naar Shenfield eindigen/beginnen in Paddington terwijl de andere naar het westen doorrijden, zonder dat op Paddington een overstap nodig is. Zodoende steeg de frequentie in het centrale deel van de tunnel tot 24 ritten per uur. Ook werd op diezelfde 6 november de zondagsdienstregeling ingevoerd. In mei 2023 werd volgens plan een dienstregeling ingevoerd met doorgaande diensten tussen de westelijke en oostelijke eindpunten.

## Overzicht

### Stations
- De sorteerwaarde van de foto's is de ligging aan de lijn van west naar oost.

| Zijtakken          | Hoofdlijn            | Overstappunt | Foto * | Type                         | Geopend          | Ligging                       | Opmerkingen                                                             |
| ------------------ | -------------------- | ------------ | ------ | ---------------------------- | ---------------- | ----------------------------- | ----------------------------------------------------------------------- |
|                    | Reading              |              | 110 !  | Maaiveld                     | 30 maart 1840    | 51° 27′ 32″ NB, 0° 58′ 20″ WL | TfL Rail sinds 15 december 2019 Elizabeth line sinds 24 mei 2022        |
|                    | Twyford              |              | 120 !  | Maaiveld                     | 1 juli 1839      | 51° 28′ 34″ NB, 0° 51′ 47″ WL | TfL Rail sinds 15 december 2019 Elizabeth line sinds 24 mei 2022        |
|                    | Maidenhead           |              | 130 !  | Talud                        | 1 november 1871  | 51° 31′ 8″ NB, 0° 43′ 23″ WL  | TfL Rail sinds 15 december 2019 Elizabeth line sinds 24 mei 2022        |
|                    | Taplow               |              | 140 !  | Maaiveld                     | 4 juni 1838      | 51° 31′ 26″ NB, 0° 40′ 52″ WL | TfL Rail sinds 15 december 2019 Elizabeth line sinds 24 mei 2022        |
|                    | Burnham              |              | 150 !  | Talud                        | 1 juli 1899      | 51° 31′ 26″ NB, 0° 38′ 46″ WL | TfL Rail sinds 15 december 2019 Elizabeth line sinds 24 mei 2022        |
|                    | Slough               |              | 160 !  | Maaiveld                     | 1 juni 1840      | 51° 30′ 43″ NB, 0° 35′ 31″ WL | TfL Rail sinds 15 december 2019 Elizabeth line sinds 24 mei 2022        |
|                    | Langley              |              | 170 !  | Maaiveld                     | 30 juni 1845     | 51° 30′ 29″ NB, 0° 32′ 31″ WL | TfL Rail sinds 15 december 2019 Elizabeth line sinds 24 mei 2022        |
|                    | Iver                 |              | 180 !  | Maaiveld                     | 1 december 1924  | 51° 30′ 32″ NB, 0° 30′ 25″ WL | TfL Rail sinds 15 december 2019 Elizabeth line sinds 24 mei 2022        |
|                    | West Drayton         |              | 190 !  | Maaiveld                     | 9 augustus 1884  | 51° 30′ 36″ NB, 0° 28′ 20″ WL | TfL Rail sinds 15 december 2019 Elizabeth line sinds 24 mei 2022        |
| Heathrow T5        | ↑↓                   |              | 200 !  | Ondiep gelegen zuilenstation | 27 maart 2008    | 51° 28′ 20″ NB, 0° 29′ 17″ WL | TfL Rail sinds 9 mei 2020 Elizabeth line sinds 24 mei 2022              |
| Heathrow Central   | ↑↓                   |              | 210 !  | Dubbelgewelfdstation         | 23 juni 1998     | 51° 28′ 16″ NB, 0° 27′ 14″ WL | TfL Rail sinds 20 mei 2018 Elizabeth line sinds 24 mei 2022             |
| Heathrow T4        | ↑↓                   |              | 220 !  | Dubbelgewelfdstation         | 23 juni 1998     | 51° 27′ 34″ NB, 0° 26′ 49″ WL | TfL Rail sinds 20 mei 2018 Elizabeth line sinds 24 mei 2022             |
| Hayes & Harlington | Hayes & Harlington   |              | 230 !  | Maaiveld                     | 1864             | 51° 30′ 7″ NB, 0° 25′ 12″ WL  | TfL Rail sinds 20 mei 2018 Elizabeth line sinds 24 mei 2022             |
|                    | Southall             |              | 240 !  | Maaiveld                     | 1 mei 1839       | 51° 30′ 22″ NB, 0° 22′ 42″ WL | TfL Rail sinds 20 mei 2018 Elizabeth line sinds 24 mei 2022             |
|                    | Hanwell              |              | 250 !  | Talud                        | 4 juni 1838      | 51° 30′ 42″ NB, 0° 20′ 20″ WL | TfL Rail sinds 20 mei 2018 Elizabeth line sinds 24 mei 2022             |
|                    | West Ealing          |              | 260 !  | Maaiveld                     | 1 maart 1871     | 51° 30′ 49″ NB, 0° 19′ 13″ WL | TfL Rail sinds 20 mei 2018 Elizabeth line sinds 24 mei 2022             |
|                    | Ealing Broadway      |              | 270 !  | Uitgraving                   | 6 april 1838     | 51° 30′ 53″ NB, 0° 18′ 5″ WL  | TfL Rail sinds 20 mei 2018 Elizabeth line sinds 24 mei 2022             |
|                    | Acton Main Line      |              | 280 !  | Maaiveld                     | 1 februari 1868  | 51° 31′ 2″ NB, 0° 16′ 0″ WL   | TfL Rail sinds 20 mei 2018 Elizabeth line sinds 24 mei 2022             |
|                    | Old Oak Common       |              | 290 !  | Maaiveld                     | 2026             | 51° 31′ 30″ NB, 0° 14′ 48″ WL | Bouw gestart in 2021, toekomstig overstappunt op High Speed 2.          |
|                    | Paddington           |              | 300 !  | Ondiep gelegen zuilenstation | 4 juni 1838      | 51° 30′ 56″ NB, 0° 10′ 33″ WL | TfL Rail sinds 20 mei 2018 bovengronds Elizabeth line sinds 24 mei 2022 |
|                    | Bond Street          |              | 310 !  | Dubbelgewelfdstation         | 30 juli 1900     | 51° 30′ 52″ NB, 0° 8′ 58″ WL  | Elizabeth line stopt hier niet                                          |
|                    | Tottenham Court Road |              | 320 !  | Dubbelgewelfdstation         | 30 juli 1900     | 51° 30′ 58″ NB, 0° 7′ 51″ WL  | Elizabeth line sinds 24 mei 2022                                        |
|                    | Farringdon           |              | 330 !  | Dubbelgewelfdstation         | 10 januari 1863  | 51° 31′ 16″ NB, 0° 6′ 25″ WL  | Elizabeth line sinds 24 mei 2022                                        |
|                    | Liverpool Street     |              | 340 !  | Pylonenstation               | 12 juli 1875     | 51° 31′ 7″ NB, 0° 4′ 51″ WL   | TfL Rail sinds 31 mei 2015 bovengronds Elizabeth line sinds 24 mei 2022 |
| Whitechapel        | Whitechapel          |              | 350 !  | Dubbelgewelfdstation         | 2 juni 1902      | 51° 31′ 10″ NB, 0° 3′ 40″ WL  | Elizabeth line sinds 24 mei 2022                                        |
| ↑↓                 | Stratford            |              | 360 !  | Talud                        | 20 juni 1839     | 51° 32′ 28″ NB, 0° 0′ 10″ WL  | TfL Rail sinds 31 mei 2015 Elizabeth line sinds 24 mei 2022             |
| ↑↓                 | Maryland             |              | 370 !  | Uitgraving                   | 6 januari 1873   | 51° 32′ 46″ NB, 0° 0′ 21″ OL  | TfL Rail sinds 31 mei 2015 Elizabeth line sinds 24 mei 2022             |
| ↑↓                 | Forest Gate          |              | 380 !  | Maaiveld                     | 22 augustus 1856 | 51° 32′ 58″ NB, 0° 1′ 27″ OL  | TfL Rail sinds 31 mei 2015 Elizabeth line sinds 24 mei 2022             |
| ↑↓                 | Manor Park           |              | 390 !  | Maaiveld                     | 6 januari 1873   | 51° 33′ 9″ NB, 0° 2′ 46″ OL   | TfL Rail sinds 31 mei 2015 Elizabeth line sinds 24 mei 2022             |
| ↑↓                 | Ilford               |              | 400 !  | Uitgraving                   | 20 juni 1839     | 51° 33′ 32″ NB, 0° 4′ 10″ OL  | TfL Rail sinds 31 mei 2015 Elizabeth line sinds 24 mei 2022             |
| ↑↓                 | Seven Kings          |              | 410 !  | Maaiveld                     | 1 maart 1899     | 51° 33′ 48″ NB, 0° 5′ 49″ OL  | TfL Rail sinds 31 mei 2015 Elizabeth line sinds 24 mei 2022             |
| ↑↓                 | Goodmayes            |              | 420 !  | Maaiveld                     | 8 februari 1901  | 51° 33′ 56″ NB, 0° 6′ 40″ OL  | TfL Rail sinds 31 mei 2015 Elizabeth line sinds 24 mei 2022             |
| ↑↓                 | Chadwell Heath       |              | 430 !  | Maaiveld                     | 11 januari 1864  | 51° 34′ 4″ NB, 0° 7′ 46″ OL   | TfL Rail sinds 31 mei 2015 Elizabeth line sinds 24 mei 2022             |
| ↑↓                 | Romford              |              | 440 !  | Talud                        | 20 juni 1839     | 51° 34′ 30″ NB, 0° 11′ 0″ OL  | TfL Rail sinds 31 mei 2015 Elizabeth line sinds 24 mei 2022             |
| ↑↓                 | Gidea Park           |              | 450 !  | Uitgraving                   | 1 december 1910  | 51° 34′ 56″ NB, 0° 12′ 22″ OL | TfL Rail sinds 31 mei 2015 Elizabeth line sinds 24 mei 2022             |
| ↑↓                 | Harold Wood          |              | 460 !  | Maaiveld                     | 1 december 1868  | 51° 35′ 34″ NB, 0° 13′ 60″ OL | TfL Rail sinds 31 mei 2015 Elizabeth line sinds 24 mei 2022             |
| ↑↓                 | Brentwood            |              | 470 !  | Maaiveld                     | 1 juli 1840      | 51° 36′ 49″ NB, 0° 18′ 0″ OL  | TfL Rail sinds 31 mei 2015 Elizabeth line sinds 24 mei 2022             |
| ↑↓                 | Shenfield            |              | 480 !  | Maaiveld                     | 29 maart 1843    | 51° 37′ 49″ NB, 0° 19′ 45″ OL | TfL Rail sinds 31 mei 2015 Elizabeth line sinds 24 mei 2022             |
| Canary Wharf       |                      |              | 490 !  | Ondiep gelegen zuilenstation | 24 mei 2022      | 51° 30′ 22″ NB, 0° 0′ 57″ WL  |                                                                         |
| Custom House       |                      |              | 500 !  | Maaiveld                     | 1855             | 51° 30′ 35″ NB, 0° 1′ 33″ OL  | Elizabeth line sinds 24 mei 2022                                        |
| Woolwich           |                      |              | 510 !  | Ondiep gelegen zuilenstation | 24 mei 2022      | 51° 29′ 30″ NB, 0° 4′ 19″ OL  |                                                                         |
| Abbey Wood         |                      |              | 520 !  | Maaiveld                     | 30 juli 1849     | 51° 29′ 28″ NB, 0° 7′ 18″ OL  | Elizabeth line sinds 24 mei 2022                                        |

### Depot
Het depot van de lijn ligt bij Old Oak Common, waar ook een station gepland is voor overstappers tussen de Elizabeth line en de rond 2030 te openen High Speed 2, de hogesnelheidslijn richting Birmingham en Manchester.